# 中川重年
中川 重年（なかがわ しげとし、1946年 - 2024年7月1日）は人と森の関係・里山保全に関する研究者＆活動家。

## 経歴
1946年広島県広島市生まれ。1971年横浜国立大学教育学部卒業、1973年神奈川県森林試験場→神奈川県森林研究所→神奈川県自然環境保全センター研究部専門研究員を経て、京都学園大学（現在の京都先端科学大学）バイオ環境学部教授。専門は里山学、樹木学、森林管理、環境教育。市民による里山保全の方法、森林資源の有効利用を実践研究。

市民参加の森づくり活動のパイオニア的な存在で、日本各地はもとより世界中をめぐり、里山文化の継承とともに現代的な利用を具体的に提案し、人と森の新しい関係を模索し続けた。玉川アルプホルンクラブ代表、ばあぴ連（バウムクーヘン・アルプホルン・ピザ普及連盟、正式名称は全国森林レクリエーションプログラム開発研究会）、全国雑木林会議の世話人のひとり。

## 編著書
- 『木のなかま』保育社, 1982年 ISBN 4586370289
- 『木ごころを知る: 樹木と人間の新たな関係を求めて』はる書房, 1988年 ISBN 4-93813319-9
- 『日本の樹木 上（小学館のフィールド・ガイドシリーズ 7)』小学館, 1991年 ISBN 4-09-208007-7
- 『日本の樹木 下（小学館のフィールド・ガイドシリーズ 8)』小学館, 1991年 ISBN 4-09-208008-5
- 『山菜（小学館のフィールド・ガイドシリーズ; 12）』小学館, 1993年 ISBN 4-09-208012-3
- 『検索入門 針葉樹』保育社, 1994年 ISBN 4-586-31039-1
- 『森であそぼう: 雑木林探検入門（森林の本シリーズ no.3）』全国林業改良普及協会, 1995年 ISBN 4-88138-102-4
- 『再生の雑木林から』創森社, 1996年 ISBN 4-88340-027-1
- 『イラストガイド森の手入れ、森のあそび（体験セミナーシリーズ no.1）』全国林業改良普及協会, 1997年 ISBN 4-88138-056-7
- 『森を知る、森を楽しむ: イラストガイド（体験セミナーシリーズ no.2）』全国林業改良普及協会, 1998年 ISBN 4-88138-061-3
- 『まちの森生活: ソフト林業入門: イラストガイド（体験セミナーシリーズ no.3）全国林業改良普及協会, 1999年 ISBN 4-88138-069-9
- 『イネとスギ（現代日本生物誌 7）』（稲村達也と共著） 岩波書店, 2001年 ISBN 4-00-006727-3
- 『現代雑木林事典』（全国雑木林会議編）百水社, 2001年 ISBN 4-7952-6495-3
- 『焚き火大全』（吉長成恭・関根秀樹と共編）創森社, 2003年 ISBN 4-88340-147-2
- 『手づくり石窯book: 薪をくべてクッキング』創森社, 2003年 ISBN 4-88340-159-6
- 『森づくりワークブック 雑木林編』全国林業改良普及協会, 2003年 ISBN 4-88138-122-9
- 『森づくりテキストブック: 市民による里山林・人工林管理マニュアル』山と溪谷社, 2004年 ISBN 4-635-31017-5
- 『ひびけアルプホルン森は素敵な音楽堂』全国林業改良普及協会, 2006年 ISBN 4-88138-165-2
- 『ジュニア・フォレスターズ(JF)』全国林業改良普及協会, 2009年 ISBN 978-4-88138-106-9

## 監修書
- 『自然の学校2: 雑木林を遊ぶ（BE-PAL OUTING MOOK）』小学館, 1998年 ISBN 4-09-104790-4
- 『イラスト里山の手入れ図鑑』全国林業改良普及協会, 2000年 ISBN 4-88138-079-6
- 『森のバイオマス利用アイデア集』全国林業改良普及協会, 2000年 ISBN 4-88138-085-0
- 『訪ねるふれあう日本の里山日本の里海1 体験できる里』農山漁村文化協会, 2006年 ISBN 4-540-05292-6
- 『訪ねるふれあう日本の里山日本の里海2 伝統を受け継ぐ里』農山漁村文化協会, 2006年 ISBN 4-540-05293-4
- 『訪ねるふれあう日本の里山日本の里海3 百名山を仰ぐ里』農山漁村文化協会, 2006年 ISBN 4-540-05294-2
- 『訪ねるふれあう日本の里山日本の里海4 郷土自慢にふれる里』農山漁村文化協会, 2007年 ISBN 4-540-06111-9
- 『訪ねるふれあう日本の里山日本の里海5 文化の息づく里』農山漁村文化協会, 2007年 ISBN 4-540-06112-7
- 『訪ねるふれあう日本の里山日本の里海6 発見の里』農山漁村文化協会, 2007年 ISBN 4-540-06113-5
- 『調べてみようふるさとの産業・文化・自然1 日本列島の農業と漁業』農山漁村文化協会, 2007年 ISBN 4-540-06322-7
- 『調べてみようふるさとの産業・文化・自然2 地域の伝統行事』農山漁村文化協会, 2007年 ISBN 4-540-06323-5
- 『調べてみようふるさとの産業・文化・自然3 地場産業と名産品1』農山漁村文化協会, 2007年 ISBN 4-540-06324-3
- 『調べてみようふるさとの産業・文化・自然4 地場産業と名産品2』農山漁村文化協会, 2007年 ISBN 4-540-06325-1
- 『調べてみようふるさとの産業・文化・自然5 特色ある歴史と風土のまち』農山漁村文化協会, 2007年 ISBN 4-540-06326-X
- 『調べてみようふるさとの産業・文化・自然6 恵まれた自然と環境を守る』農山漁村文化協会, 2007年 ISBN 4-540-06327-8
- 『ひろって調べる落ち葉のずかん』岩崎書店, 2018年 ISBN 978-4-265-08632-0